# Hollabrunn
Hollabrunn é um município da Áustria localizado no distrito de Hollabrunn, no estado de Baixa Áustria.

## Subdivisões
Altenmarkt im Thale, Aspersdorf, Breitenwaida, Dietersdorf, Eggendorf im Thale, Enzersdorf im Thale, Groß, Hollabrunn, Kleedorf, Kleinkadolz, Kleinstelzendorf, Kleinstetteldorf, Magersdorf, Mariathal, Oberfellabrunn, Puch, Raschala, Sonnberg, Suttenbrunn, Weyerburg, Wieselsfeld, Wolfsbrunn

## Política
O burgomestre é Helmut Wunderl do Partido Popular Austríaco.

### Conselho Municipial
- ÖVP 20
- SPÖ 10
- FPÖ 4
- Os Verdes - Alternativa Verde 3